# Trento (cruzador)
O Trento foi o primeiro cruzador pesado operado pela Marinha Real Italiana e a primeira embarcação da Classe Trento, seguido pelo Trieste. Sua construção começou em fevereiro de 1925 no Cantiere navale fratelli Orlando em Livorno e foi lançado ao mar em outubro de 1927, sendo comissionado na frota italiana em abril de 1929. Era armado com uma bateria principal composta por oito canhões de 203 milímetros montados em quatro torres de artilharia duplas, tinha um deslocamento de mais de treze mil toneladas e conseguia alcançar uma velocidade prática de 31 nós.
O cruzador muitas vezes atuou como a capitânia da Divisão de Cruzadores no decorrer da década de 1930. Ele realizou várias viagens durante o período pré-guerra, incluindo três pelo Mar Mediterrâneo em 1929, 1930 e 1935 e também uma para a América do Sul em meados de 1929. Em 1932, passou seis meses servindo na China e no Extremo Oriente com o objetivo de proteger e resgatar cidadãos italianos na região, que estava assolada pela Guerra Civil Chinesa. A embarcação, durante esse período, também participou de vários exercícios de treinamentos e revistas oficiais.
Na Segunda Guerra Mundial, o Trento participou das batalhas da Calábria em julho de 1940, do Cabo Spartivento em novembro e do Cabo Matapão em março de 1941. Também esteve presente na Primeira e Segunda Batalha de Sirte, conseguindo danificar seriamente um contratorpedeiro britânico nesta última. Além disso, o navio participou de várias operações de escolta de comboios para o Norte da África e ações para interceptar forças britânicas seguido para Malta. Durante uma desta missões em junho de 1942, o cruzador foi torpedeado duas vezes e afundado.

## Características

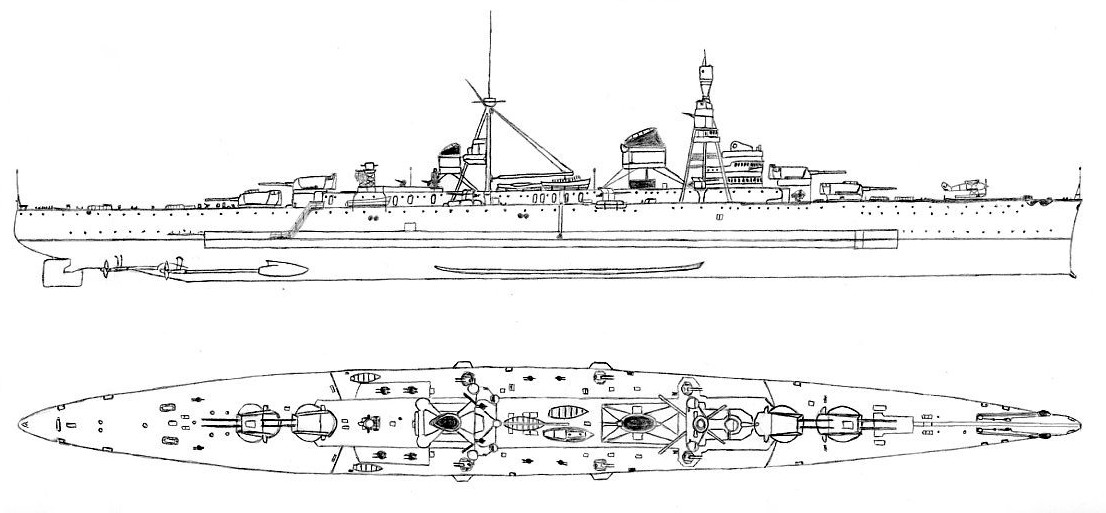
Desenho da Classe Trento

O Trento tinha 196,96 metros de comprimento de fora a fora, boca de 20,6 metros e calado de 6,8 metros. Seu deslocamento carregado era de 13 548 toneladas, porém seu deslocamento estava nominalmente dentro do limite de dez mil toneladas do Tratado Naval de Washington. Seu sistema de propulsão tinha quatro turbinas a vapor Parsons alimentadas por doze caldeiras Yarrow. Seus motores produziam 150 mil cavalos-vapor (110 mil quilowatts) de potência, suficiente para uma velocidade prática de 31 nós (57 quilômetros por hora). Ele podia carregar até 2,2 mil toneladas de óleo combustível, o que proporcionava uma autonomia de 4 160 milhas náuticas (7,7 mil quilômetros) a dezesseis nós (trinta quilômetros por hora). Sua tripulação era formada por 723 oficiais e marinheiros, mas chegava a 781 em tempos de guerra.
A bateria principal do Trento consistia em oito canhões Ansaldo Modello 1924 calibre 50 de 203 milímetros. Estes eram montados em quatro torres de artilharia duplas, duas na proa e duas na popa, em ambos os casos com uma torre sobreposta a outra. Sua bateria secundária e antiaérea tinha dezesseis canhões O.T.O. Modello 1924 calibre 47 de 100 milímetros em montagens duplas, quatro canhões Vickers-Terni calibre 39 de 40 milímetros em montagens únicas e quatro metralhadoras de 12,7 milímetros. Além disso, ele também carregava oito tubos de torpedo de 533 milímetros em quatro lançadores duplos, dois de cada lado. O cinturão principal tinha setenta milímetros de espessura à meia-nau com anteparas de quarenta a sessenta milímetros nas extremidades. O convés blindado tinha cinquenta milímetros de espessura na parte central e vinte milímetros nas extremidades. As torres de artilharia tinham placas de cem milímetros na frente, enquanto as barbetas tinham entre sessenta e setenta milímetros. A torre de comando tinha placas laterais de cem milímetros.

## História

### Tempos de paz
O batimento de quilha do Trento ocorreu em 8 de fevereiro de 1925 no Cantiere navale fratelli Orlando, em Livorno. Seu lançamento estava planejado para ocorrer em 4 de setembro de 1927, porém trabalhadores anti-fascistas do estaleiro sabotaram a rampa ao misturarem areia com graxa, impedindo que o navio escorregasse para a água. Houve várias tentativas fracassadas de lançá-lo, com o estaleiro por fim usando o navio de passageiros SS Principe di Udine para arrastar o Trento pela rampa no dia 4 de outubro. O cruzador passou pelo processo de equipagem e foi comissionado na frota italiana em 3 de abril de 1929. Ele se tornou a capitânia da Divisão de Cruzadores em 11 de maio e cinco dias depois iniciou um cruzeiro pelo Mar Mediterrâneo junto com seu irmão Trieste. As duas embarcações voltaram para La Spezia em 4 de junho. O Trento partiu em outro cruzeiro no mês seguinte, em 23 de julho, desta vez seguindo para a América do Sul. A viagem durou três meses e ele visitou Cabo Verde, Rio de Janeiro e Santos no Brasil, Montevidéu no Uruguai, Buenos Aires e Bahía Blanca na Argentina, Las Palmas nas Canárias e Tânger no Marrocos, voltando para a Itália em 10 de outubro.

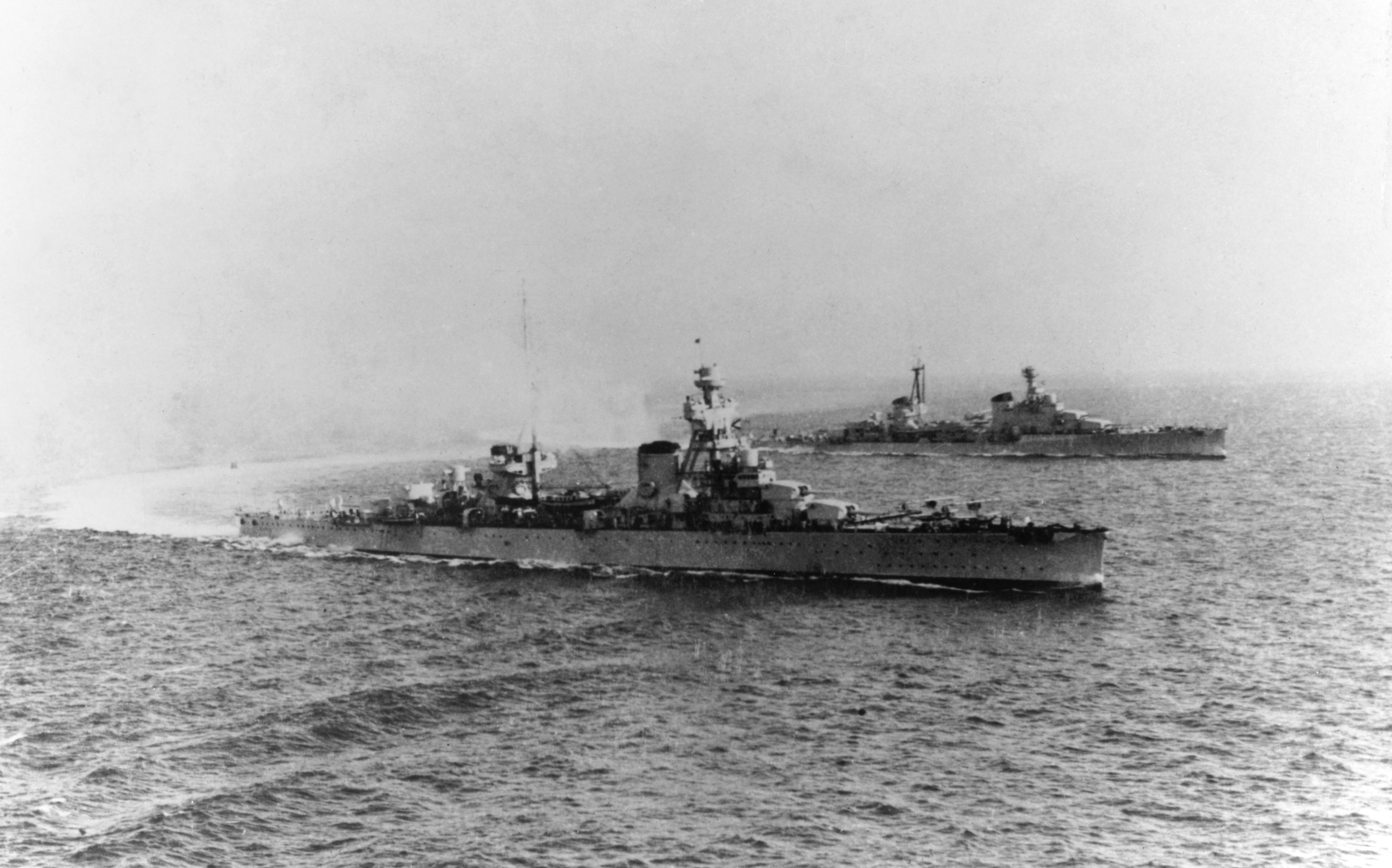
O Trento e o Bolzano c. 1933–37

O Trento partiu em 15 de setembro de 1930 para uma viagem pelo Mediterrâneo Oriental, retornando no dia 21 de novembro. Ele entrou em uma doca seca em La Spezia em meados de 1931 para que seu mastro em tripé fosse modificado; uma versão mais firme com cinco suportes foi instalada a fim de reduzir a vibração no diretório de controle de disparo. O navio foi para Gaeta em 28 de janeiro de 1932, onde ele e o contratorpedeiro Espero embarcaram um contingente do Batalhão São Marcos. Os dois em seguida partiram para a China a fim de reforçarem a Divisão do Extremo Oriente, que incluía o antigo cruzador protegido Libia e as canhoneiras Caboto e Carlotto. A força foi encarregada de proteger cidadãos italianos na área durante a Guerra Civil Chinesa. As embarcações pararam Porto Said, Adem, Colombo e Singapura no caminho para Xangai, onde chegaram em 4 de março. O Trento visitou Nagasaki, no Japão, entre 26 de abril e 1º de maio. O cruzador deixou Xangai no dia 14 e voltou para a Itália, chegando em La Spezia em 30 de junho.
O navio participou nos dias 6 e 7 de julho de 1933 de uma grande revista naval no Golfo de Nápoles em homenagem ao ditador Benito Mussolini. O Trento foi nomeado a capitânia da 2ª Divisão da 1ª Esquadra em 2 de dezembro. Ele visitou Durazzo, na Albânia, entre 23 e 26 de junho de 1934 e em 1º de julho tornou-se a capitânia da 3ª Divisão. O cruzador partiu em outro cruzeiro pelo Mediterrâneo Oriental de 8 a 20 de março de 1935, durante o qual ele parou nas ilhas de Rodes e Leros. O Trieste substituiu temporariamente o Trento como capitânia em 18 de junho. Outra revista naval ocorreu no Golfo de Nápoles em 27 de novembro de 1936, desta vez em homenagem a Miklós Horthy, o Regente da Hungria. O Trieste mais uma vez substituiu o Trento como capitânia em 27 de janeiro de 1937. Mussolini realizou uma pequena viagem para a Líbia entre 10 e 12 de março a bordo do cruzador pesado Pola, sendo escoltado pelo Trento. As embarcações pararam em Bengasi, Trípoli e Ras Lanuf.
O navio participou de mais uma revista naval em 5 de maio de 1938, agora em homenagem ao ditador alemão Adolf Hitler. Uma revista naval em homenagem ao príncipe Paulo da Iugoslávia ocorreu em 17 de maio de 1939 no Golfo de Nápoles. O Trento e o resto da frota  em Livorno celebraram o primeiro Dia da Marinha de 5 a 19 de junho. Mais um cruzeiro pelo Mediterrâneo Oriental começou em 9 de julho, durante o qual o cruzador parou em Trípoli, Tobruque, Rodes e Leros, retornando para Tarento no dia 29 do mesmo mês. A embarcação passou por uma grande reforma entre outubro e dezembro, que incluiu modificações em seu armamento e instalação de coberturas nas chaminés.

### Segunda Guerra

#### Primeiras ações

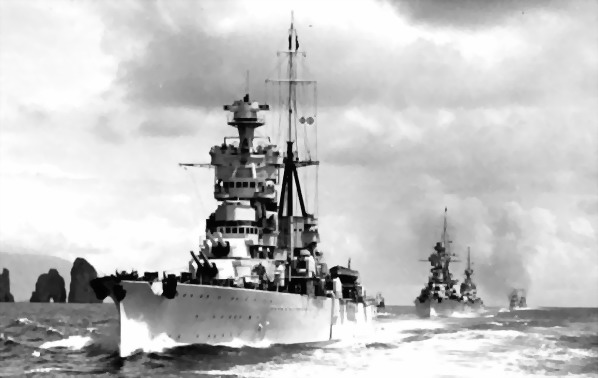
O Trento, Trieste e os cruzadores da Classe Zara em linha de batalha

A Itália declarou guerra contra França e Reino Unido em 10 de junho de 1940, jaliando-se com a Alemanha na Segunda Guerra Mundial. O Trento na época estava em Messina, novamente como a capitânia da 3ª Divisão. O navio e o resto da divisão se juntaram à 6ª Divisão no dia seguinte para uma patrulha no Estreito da Sicília, onde estabeleceram um campo minado. A 3ª Divisão escoltou um comboio para a Líbia em 8 de julho junto com os couraçados da 1ª Divisão, porém os navios italianos encontraram embarcações britânicas protegendo um comboio próprio enquanto retornavam no dia seguinte. Na resultante Batalha da Calábria, o Trento enfrentou cruzadores britânicos e foi muito atacado por aeronaves, mas escapou sem danos. Uma força de 120 aviões italianos chegou depois do fim do confronto, porém alguns dos pilotos atacaram navios italianos por engano, fazendo com que a Marinha Real Italiana pintasse listras brancas e vermelhas nos castelos da proa de suas embarcações. Outro comboio para a Líbia ocorreu em 30 de julho, desta vez sem incidentes, com o Trento voltando para Messina em 1º de agosto. A 3ª Divisão partiu em 31 de agosto para tentar interceptar um comboio britânico, porém encerraram a operação sem encontrarem o inimigo e retornaram para casa no dia 2 de setembro.
Contratorpedeiros e canhoneiras italianos enfrentaram dois cruzadores britânicos na manhã de 12 de outubro na Batalha do Cabo Passero; um dos contratorpedeiros, o Artigliere, acabou seriamente danificado no confronto. O Trento, o Trieste e o cruzador pesado Bolzano receberam ordens às 8h00min para partirem e ajudarem os navios italianos, porém isso foi muito tarde para salvar o Artigliere, que foi afundado uma hora depois. Aeronaves britânicas atacaram os cruzadores italianos durante a volta, porém sem sucesso. O Trento foi para Tarento em 21 de outubro e esteve presente na noite de 11 para 12 de novembro, quando os britânicos realizaram um grande ataque aéreo. Uma única bomba acertou o cruzador durante a batalha, mas não explodiu. Ela mesmo assim danificou a montagem dianteira de bombordo de uma das armas de 100 milímetros.
O Trento partiu em 26 de novembro com boa parte da frota em uma nova tentativa de interceptar um comboio para Malta. Um hidroavião de reconhecimento do Bolzano localizou uma esquadra britânica na manhã seguinte. O almirante de esquadra Inigo Campioni foi informado pouco depois do meio-dia, por meio de relatórios de reconhecimento, sobre a força da frota britânica e ele deu ordens para que os italianos não enfrentassem os inimigos. Entretanto, nesse momento o Trento e os outros cruzadores pesados já tinham começado a atacar suas contrapartes britânicas na Batalha do Cabo Spartivento, com o navio tendo acertado o cruzador pesado HMS Berwick uma vez, enquanto um segundo acerto pode ter vindo tanto do Trento quanto do Trieste. O cruzador de batalha HMS Renown interveio para proteger os cruzadores britânicos, o que forçou Campioni a colocar o couraçado Vittorio Veneto na batalha. Isto, por sua vez, fez os britânicos recuarem, permitindo que ambos os lados encerrassem o confronto.

#### Cabo Matapão

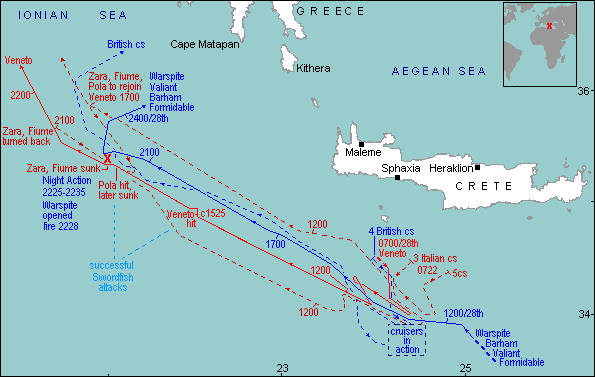
Mapa dos movimentos italianos e britânicos na Batalha do Cabo Matapão

A 3ª Divisão escoltou um comboio para o Norte da África entre 12 e 13 de março de 1941. Em 27 de março, a divisão, agora sob comando do almirante de divisão Luigi Sansonetti, partiu com a frota para uma grande varredura em direção da ilha de Creta. Um hidroavião de reconhecimento do Vittorio Veneto localizou uma esquadra britânica de cruzadores às 6h55min do dia 28, com o Trento e o resto da 3ª Divisão fazendo contato visual às 7h55min. Os italianos abriram fogo dezessete minutos depois a uma distância de 22 quilômetros, iniciando a primeira fase da Batalha do Cabo Matapão. O Trento disparou 204 projéteis perfurantes por quarenta minutos, porém problemas com seu telêmetro e a longa distância impediram que ele acertasse algum alvo.
O almirante de esquadra Angelo Iachino, o comandante da frota italiana, instruiu Sansonetti às 8h55min a terminar a ação e virar para noroeste, a fim de atrair as embarcações britânicas até o alcance do Vittorio Veneto. O couraçado aproximou-se o bastante para abrir fogo às 11h00min, fazendo com que Sansonetti virasse seus três cruzadores para voltarem para a luta. Os cruzadores britânicos tinham canhões de apenas 152 milímetros, inferior aos cruzadores italianos e ao Vittorio Veneto, assim rapidamente mudaram seu rumo. Um grupo de torpedeiros britânicos vindo de Creta chegou na área enquanto os dois lados manobravam e atacaram a 3ª Divisão pouco depois meio-dia, porém sem sucesso. Mais ataques de aeronaves do porta-aviões HMS Formidable convenceram Iachino a recuar às 12h20min.
O Vittorio Veneto e o Pola foram torpedeados por aeronaves britânicas do Formidable mais tarde no mesmo dia, deixando o cruzador imobilizado. O Trento, Trieste e Bolzano também foram atacados por aviões, mas conseguiram escapar ilesos. O Trento chegou em Tarento junto com o danificado Vittorio Veneto às 15h30min do dia seguinte. Nesse meio tempo, o Pola e seus irmãos Zara e Fiume foram afundados em um confronto noturno contra couraçados britânicos na madrugada dos dias 28 para 29.

#### Fim de carreira
O Trento foi para La Spezia em 6 de maio e passou por reforma que durou até 5 de agosto, retornando em seguida para Messina. Ele participou entre 8 e 9 de novembro de uma escolta de comboio junto com o Trieste, atuando como a força de cobertura. O comboio foi atacado por navios britânicos na manhã do dia 9, porém os dois cruzadores italianos não conseguiram intervir e o comboio foi destruído. Outro comboio ocorreu em 21 de novembro, durante o qual o Trento ajudou a defendê-lo contra um ataque aéreo. A maior parte das grandes unidades da frota italiana partiu em 16 de dezembro para escoltarem dois grandes comboios para Bengasi e Trípoli. Eles encontraram embarcações britânicas no dia seguinte, que estavam dando cobertura para um navio seguindo para Malta, levando à inconclusiva Primeira Batalha de Sirte. O Trento juntou-se ao couraçado Littorio, ao cruzador pesado Gorizia, ao cruzador rápido Giovanni delle Bande Nere e vários contratorpedeiros em 22 de março de 1942 para uma tentativa de interceptar um comboio britânico. Na resultante Segunda Batalha de Sirte, os quatro cruzadores rápidos e dezoito contratorpedeiros britânicos de escolta impediram que os italianos chegassem nos navios mercantes. Algumas fontes afirmam que o Trento acertou o contratorpedeiro HMS Kingston na ação, infligindo danos sérios. Os contratorpedeiros Lanciere e Scirocco afundaram depois da batalha sob forte tempestade; o Trento tentou ajudá-los, porém as embarcações afundaram antes do cruzador conseguir alcançá-los.
O navio deixou Tarento em 14 de junho com o Littorio, Vittorio Veneto, Gorizia e os cruzadores rápidos Giuseppe Garibaldi e Emanuele Filiberto Duca d'Aosta para atacarem um comboio britânico saindo de Alexandria. Na manhã seguinte, enquanto os italianos navegavam pelo Mar Jônico, um torpedeiro Bristol Beaufighter acertou o Trento por volta das 5h00min. O torpedeou causou um incêndio sério na sala das caldeiras dianteira, forçando o navio a parar. Alguns dos contratorpedeiros lançaram uma cortina de fumaça para esconder o cruzador de mais ataques e tentaram rebocá-lo de volta para o porto. Entretanto, às 9h10min, o submarino HMS Umbra avistou e torpedeou a embarcação mais uma vez. O depósito de munição dianteiro explodiu e o Trento afundou em minutos. Seu naufrágio rápido impediu que muitos tripulantes sobrevivessem, com o número total de mortos ficando em 549. Dentre os mortos estava seu oficial comandante, o capitão Stanislao Esposito. Outros navios italianos conseguiram resgatar 602 marinheiros, com aproximadamente um terço estando feridos. Destes, 21 morreram depois devido seus ferimentos. O navio foi removido do registro naval em 18 de outubro de 1946.